# Wola Kuźniewska
Wola Kuźniewska [pronunciación en polaco: /ˈvɔla kuʑˈɲefska/] es un pueblo ubicado en el distrito administrativo de Gmina Wielgomłyny, dentro del Distrito de Radomsko, Voivodato de Łódź, en Polonia central. Se encuentra aproximadamente a 4 kilómetros al suroeste de Wielgomłyny, a 21 kilómetros al este de Radomsko, y a 89 kilómetros al sur de la capital regional Łódź.